# 캐스케이드 (컴퓨터 바이러스)

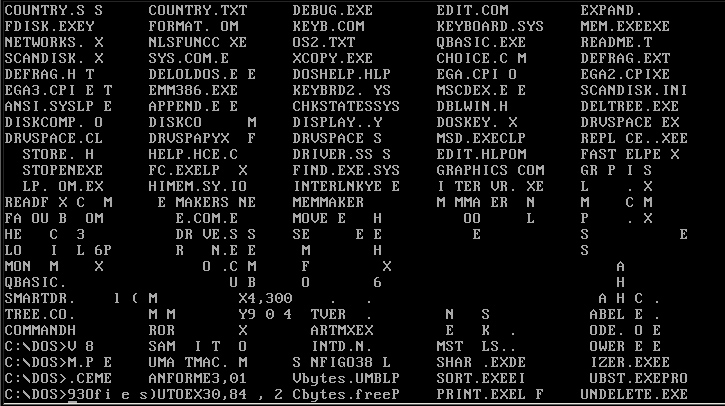
바이러스의 스크린샷

캐스케이드 바이러스(영어: Cascade virus, 독일어: Herbstlaub) 또는 폭포 바이러스는 어셈블리어로 작성된 저명한 상주형 컴퓨터 바이러스로, 1980년대와 1990년대 초에 확산되었다. .COM을 감염시켰고 화면에 폭포가 떨어지는 텍스트를 만드는 효과를 생성했으며 화면 하단에 힙(heap)을 형성했다. 감지 회피를 위해 암호화 알고리즘을 사용하는 것으로 유명하다. 그러나 감염된 파일의 크기는 1701에서 1704 바이트로 증가되었다. 이에 대응하여 IBM은 자체 바이러스 검사 소프트웨어를 개발했다.
이 바이러스는 수많은 변종이 있다. 유고슬라비아가 기원인 것으로 보고된 Cascade-17Y4는 가장 흔한 1704 바이트 변종과 거의 동일하다. 1바이트가 바뀌었으며 이는 랜덤 뮤테이션(mutation)인 것으로 추정된다. 그러나 이로 인해 바이러스에 버그가 발생하게 되었다. 뮤테이트된 다른 변종 또한 알려져 있으며 동일한 파일을 반복하여 감염시킨다.